# ستروجانوف

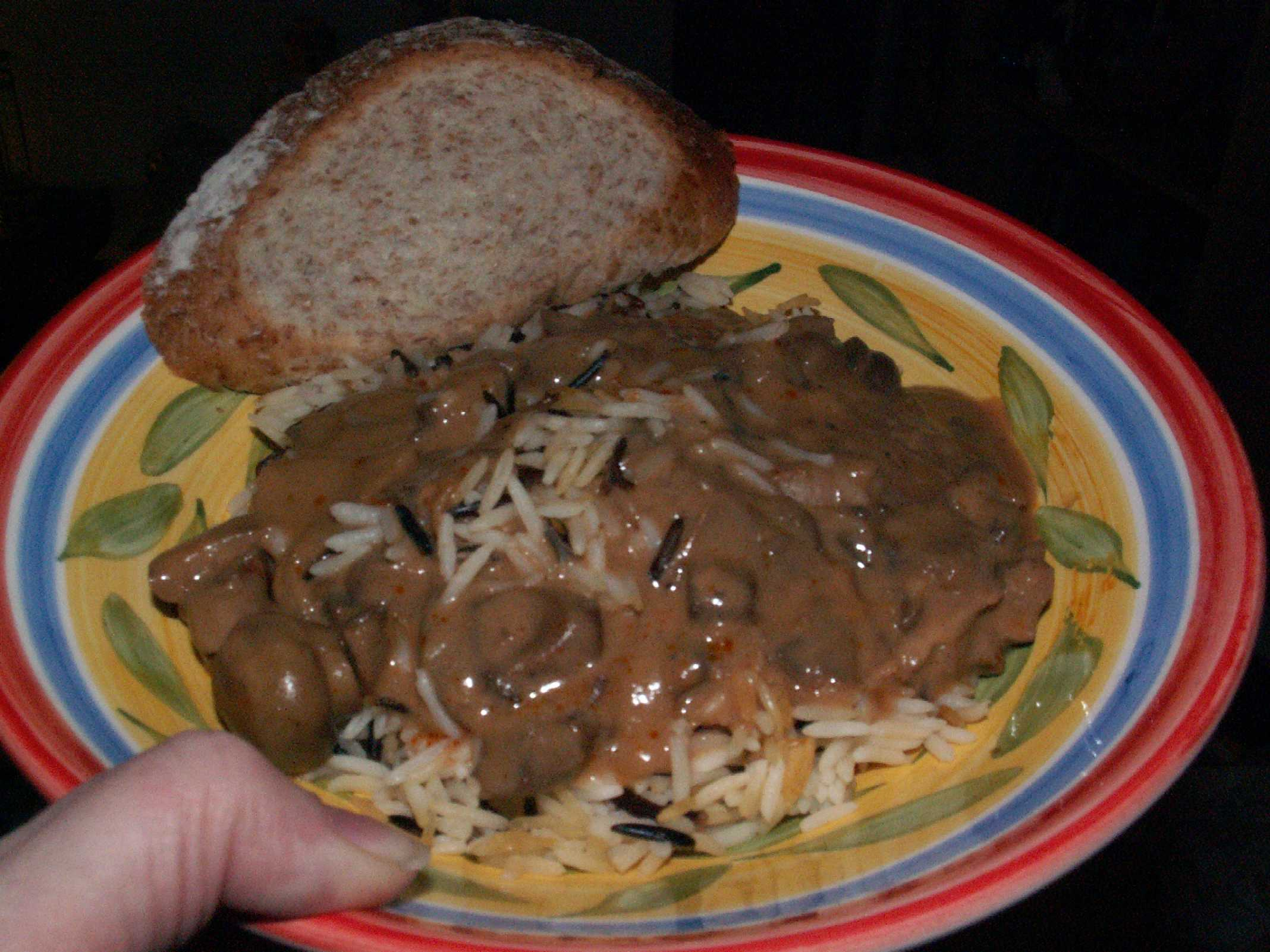

ستروجانوف (بالروسية: строганов) وهي من أصل روسي، اشتهرت في معظم أنحاء العالم. تحضّر من شرائح اللحم، الفطر، الكريما، البصل، الطحين، الزيت أو الزبدة، الملح والفلفل. كما أنه يتم إضافة النبيذ الأبيض في بعض الوصفات.
تعتبر الستروجانوف أكلة غنية بالسعرات الحرارية إذ إن كل وجبة (400غ تقريباً) تحتوي على 796 وحدة حرارية و 63غ من الدهون 27غ منها دهون مشبعة.

## المكونات

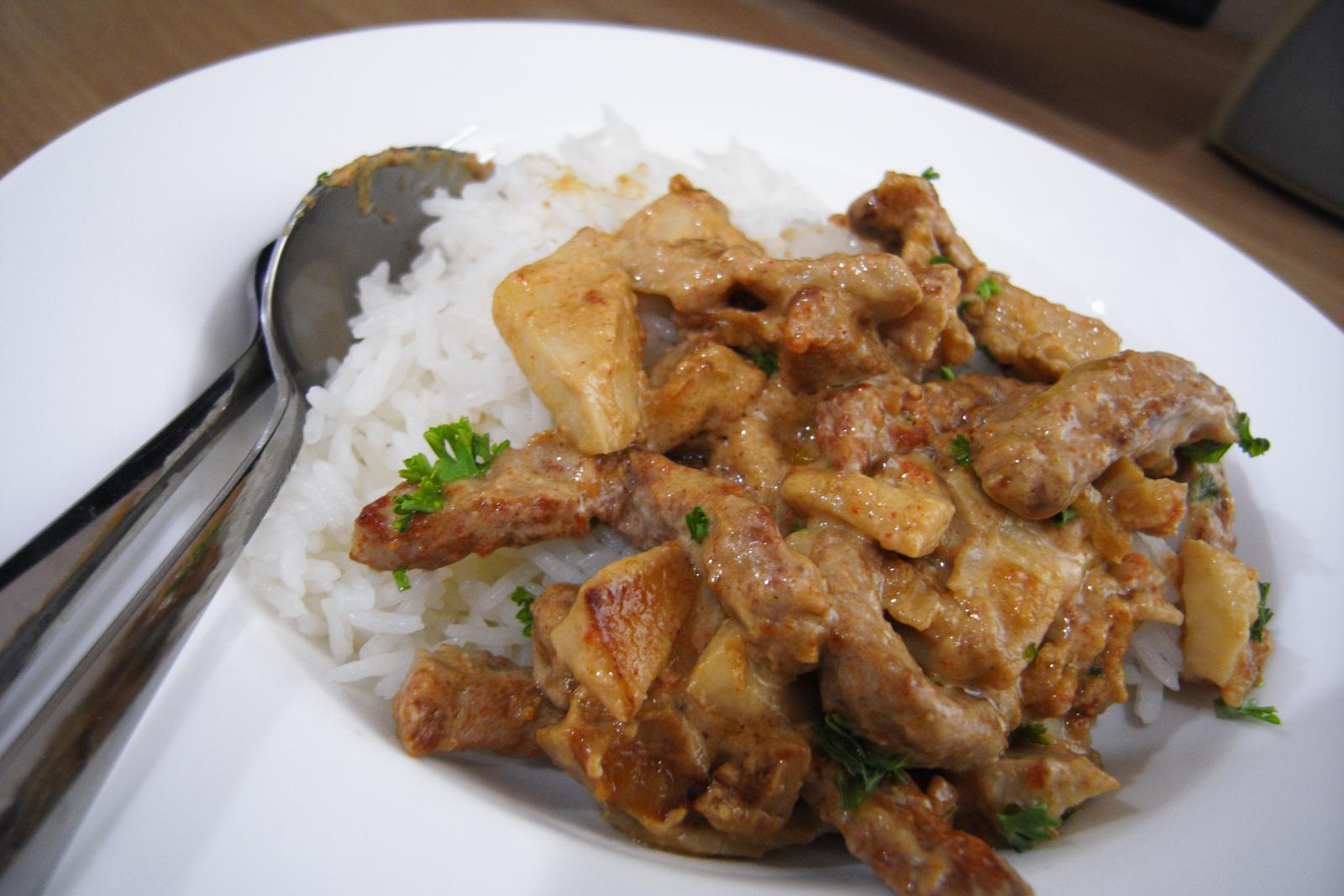
طبق من ستروجانوف اللحم البقري مع الأرز

اختلفت مكونات طبق ستروجانوف اللحم البقري مع انتشاره في انحاء العالم كثيرًا عن الطبق الأصلي الذي تعود جذوره إلى روسيا القيصرية في القرن التاسع عشر، إلا أنه يحتوي في العموم من قطع لحم سوتيه تقدم في صلصة من الكريمة الحامضة.

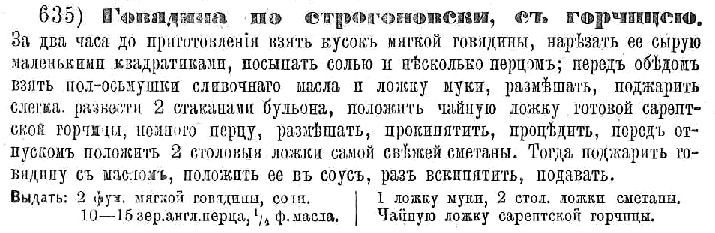
صفحة تصف طريقة عمل الستروجانوف من كتاب الطهي الروسي الكلاسيكي هدية لربات البيوت الشابات تأليف إلينا مولوخانوفيتش

 يقدم كتاب الطبخ الروسي الكلاسيكي لإيلينا مولوخوفيتش «هدية لربات البيوت الصغيرات» في طبعته لعام 1871 أول وصفة معروفة لطبق الستروجانوف. تتضمن الوصفة مكعبات اللحم البقري المحضرة في تتبيلة جافة من الملح والبهارات، والتي تُقلى في الزبدة. ثم تضاف إليها الصلصة المكونة من حساء الكونسومية البسيط الممزوج بالخردل بالإضافة إلى كمية صغيرة من القشدة الحامضة بدون إضافة شرائح فطر عيش الغراب، أو البصل، أو النبيذ.

## التاريخ
سمي الطبق هذا الاسم نسبة إلى أحد أفراد عائلة ستروجانوف الروسية التي كان أفرادها من كبار ملاك الأراضي والتجار ورجال الدولة في روسيا القيصرية، والتي تحكي ترجع الأسطورة ابتكار طبق الستروجانوف إلى الطهاة الفرنسيين الذين عملوا لدى العائلة، على الرغم من أن الباحثين يشيرون إلى كون الطبق مأخوذًا من أطباق روسية قديمة.
شارك الطاهي الفرنسي تشارلز برير الذي عمل لبعض الوقت في مدينة سانت بطرسبرغ بوصفة طبق الستروجانوف في عام 1891 في مسابقة لوصفات الطهي نظمتها مجلة فن الطبخ الفرنسية، وقدم نفسه باعتباره مبتكر الطبق إلا أن الوصفة والاسم كانا موجودين من قبل ذلك.
قدم الطبق بشكل شعبي في فنادق ومطاعم الصين عقب سقوط روسيا القيصرية وقبل اندلاع الحرب العالمية الثانية، ثم انتقل إلى الولايات المتحدة الأمريكية مع عودة الجنود الأمريكيين متمركزين في الصين قبل الحقبة الشيوعية، ومع المهاجرين الروس والصينيين، وعرف الطبق في هونغ كونغ خلال عقد الخمسينيات من القرن العشرين.

## وصلات خارجية
- وصفة ستروجانوف مع معلوماتها الغذائية
- http://allrecipes.com/recipe/beef-stroganoff-iii/detail.aspx